# Topi Sorsakoski

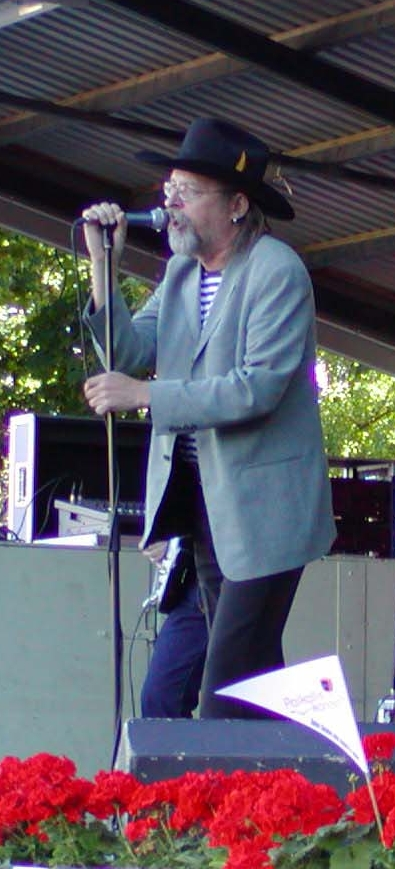

Pekka Erkki Juhani Tammilehto, mais conhecido como Topi Sorsakoski (27 de outubro de 1952 - 13 de agosto de 2011), foi um cantor finlandês. Na década de 1980 integrou a banda Agents. Foi diagnosticado com câncer de pulmão em março de 2011, mais ainda assim continuou compondo e gravando, até falecer em agosto daquele ano.